# Lago Grimmitz
El lago Grimmitz (en alemán: Grimmitzsee) es un lago situado en el distrito rural de Märkisch-Oderland —a pocos kilómetros al oeste de la frontera con Polonia—, en el estado de Brandeburgo (Alemania), a una elevación de 64 metros; tiene un área de 780 hectáreas.